# Семейка Аддамс: Горящий тур
«Семе́йка А́ддамс: Горя́щий тур» (англ. The Addams Family 2) — американско-канадский трёхмерный анимационный фильм в жанре чёрной комедии и роуд-муви, снятый режиссёрами Грегом Тирнаном и Конрадом Вернаном по сценарию Дэна Эрнандеса, Бенджи Самита, Бена Квина и Сюзанны Фогл и основанный на персонажах, созданных Чарльзом Аддамсом. Продолжение мультфильма «Семейка Аддамс» 2019 года. Главные роли озвучили Оскар Айзек, Шарлиз Терон, Хлоя Грейс Морец, Джейвон Уолтон, Ник Кролл, Snoop Dogg, Бетт Мидлер и Билл Хейдер.
Фильм вышел в прокат 1 октября 2021 года, и параллельно стал доступен на онлайн-платформах для жителей США и Канады из-за пандемии коронавируса и растущих случаев заражения штаммом «Дельта». Фильм получил в основном отрицательные отзывы критиков за его юмор и сюжет.

## Сюжет
В школе проходит научная выставка, на которой Уэнздей Аддамс представляет свой эксперимент, но её прерывает резкое появление Гомеса, Мортиши и Пагсли. В рамках презентации она соединяет ДНК своего питомца, кальмара Сократа, с ДНК дяди Фестера, чтобы показать, как можно улучшить человека. Эксперимент оборачивается успехом, но когда Уэнздей думает, что первое место достанется ей, оказывается, что все участники получают награду за старание. Тем не менее, её работу замечает учёный Сайрус Стрэндж, который появляется в виде голограммы, чтобы рассказать о том, что считает идею Уэнздей блестящей. В это время, Пагсли пытается впечатлить девушек с помощью проекта другого ребёнка, но случайно устраивает пожар, и все убегают.
Вернувшись домой, Уэнздей и Пагсли отказываются появляться на семейном ужине. Фестер пытается помочь Пагсли научиться подкатывать к девушкам. Уэнздей посылает родителям специфическую записку с объяснением причин своего отсутствия. Гомес беспокоится о том, что дети отдаляются от них с Мортишей, и потому решает отправиться с ними в семейную поездку.
Гомес нагружает вещами огромный дом на колёсах и берёт с собой Вещь, Мортишу, Фестера, детей и Ларча, поручив бабушке позаботиться о доме в их отсутствие. Перед их отъездом объявляется адвокат мистер Мустела, который заявляет Гомесу и Мортише, что Уэнздей перепутали с другим ребёнком в роддоме, и она не может являться Аддамсом, но те его игнорируют и думают, что это придумала Уэнздей, чтобы не ехать с ними, однако та говорит, что не знает этого человека. Как только семья уезжает, бабушка устраивает большую вечеринку. Мустела и его приспешник Понго преследуют Аддамсов в дороге.
Семья собирается ехать в Салем, но Фестер сворачивает в сторону Ниагарского водопада, ведь после слияния ДНК кальмара с его ДНК в организме последнего началась мутация, и ему нужно к воде. Пагсли в очередной раз пытается завоевать внимание противоположного пола, следуя советам Фестера, но терпит неудачу. Уэнздей достаёт куклу вуду брата и заставляет его танцевать, а затем выбрасывает её в воду. Гомес и Мортиша пытаются наладить отношения с дочерью, но та не идёт на контакт. Затем они замечают Мустелу и Понго, которые ищут их. Фестер хватает Мустелу и бросается с ним в воду, а затем находит Пагсли.
Семья останавливается на ночлег в Сонной лощине. Собравшись вместе у костра, Гомес и Мортиша обсуждают Мустелу и его слова о Уэнздей. Фестер рассказывает историю о дне, когда родилась Уэнздей: тогда он пришёл в родильное отделение, чтобы увидеть племянницу, но другие младенцы начали плакать, поэтому Фестер вспомнил традиционный метод Аддамсов, как успокоить детей, и начал жонглировать ими, вероятно, перепутав нескольких детей в процессе. После этого рассказа Гомес и Мортиша ещё больше боятся, что их дочь могли подменить. Уэнздей подслушивает их разговор и рассуждает о том, кем она может являться на самом деле.
Гомес отправляется с семьёй в Майами с целью встретиться с кузеном Иттом, который должен помочь разрешить проблему. Итт сопровождает Аддамсов в поездке и рассказывает Уэнздей о своём подростковом бунте, но затем говорит, что уже смирился с тем, кто он есть на самом деле. Позднее Итт вынужден удалиться, поскольку бабушка зовёт его помочь с вечеринкой, когда та выходит из-под контроля. Мустела и Понго нападают на след семьи, но тем удаётся уйти от погони.
Чтобы скрыться от преследователей, семья отправляется в мотель, где записывает Уэнздей на местный конкурс красоты, что не устраивает её, и поэтому она срывает выступление. Приходит Мустела, но его надолго отвлекают, и Аддамсам удаётся сбежать.
Аддамсы останавливаются у Великого Каньона, где Итт улетает от них на самолёте. Мортиша дарит Уэнздей кулон с кровью всех членов семьи. Пагсли взрывает каньон, привлекая к себе ненужное внимание. Тем временем, Фестер начинает постепенно мутировать в человека-кальмара. Мустела снова пытается поймать Уэнздей, но попадает в устроенную ей ловушку. У адвоката звонит телефон, и она видит, что его нанял Сайрус Стрэндж, который говорит Уэнздей, что он — её биологический отец, и предлагает ей отправиться к нему в Сосалито, где та сможет раскрыть свой потенциал в науке. Уэнздей проводит тест ДНК, используя волосы Гомеса, и понимает, что Сайрус говорил правду.
Уэнздей покидает семью, пока все спят, но Ларч следует за ней, дабы обеспечить её безопасность. Остальные члены семьи узнают, куда она отправилась, и бросаются в погоню. Уэнздей и Ларч добираются до бара байкеров, чтобы попросить помочь им добраться до Сосалито, на что байкеры соглашаются после того, как Ларч играет на пианино и исполняет песню «I Will Survive».
Уэнздей прибывает в дом Сайруса и встречает там его жену Ингрид, птицу-гуманоида, и их свиноподобную дочь Офелию. Сайрус показывает ей свою лабораторию и рассказывает о формуле, созданной на основе формулы Уэнздей, которую он использовал для создания гибридов людей и животных. Появляется оставшаяся часть клана Аддамс, но Уэнздей, видимо, окончательно решает остаться с Сайрусом и больше не считает их своей семьёй. Гомес и Мортиша в печали, Пагсли заводит дружбу с Офелией, поскольку ему кажется, что они взаимосвязаны. Однако, Офелия превращается в свинью, поскольку это её оригинальная форма. Пока Пагсли пытается рассказать об этом родителям, Сайрус раскрывает правду: он лишь использовал Уэнздей, поскольку её формула работала лучше, чем его собственная. Он заманивает семью в ловушку.
Сайрус помещает клан в огромные стеклянные колбы, где планирует сделать из них мутантов с помощью своей формулы. Он показывает их Уэнздей, чтобы заставить её окончательно отречься от старой семьи, однако ей не нравится видеть их в плену. Она отворачивается от Сайруса, а когда он пытается заставить Понго разобраться с ней и Ларчем, оказывается, что они знают друг друга и были хорошими друзьями в психбольнице, где сидели до того, как Ларча нашли Гомес и Мортиша. Понго взглядом предупреждает Ларча о том, что Уэнздей в опасности. Вместе они освобождают семью Аддамсов и засовывают Сайруса в трубу, где он получает дозу химикатов. Тот превращается в гигантского гибридного монстра и пытается убить семью, но появляется Фестер в виде гигантского кальмара. Они сражаются, пока оба не выпадают из окна. Сайрус умирает, в то время как Фестер с помощью своих щупалец забирается обратно. Уэнздей использует кровь в кулоне, подаренном ей Мортишей, и Фестер превращается обратно в человека. Уэнздей решает, что для неё честь быть Аддамсом, и воссоединяется со своей семьёй.
Семья вместе с Офелией в образе человека возвращается домой, где Итт помог бабушке всё наладить. Хотя Уэнздей знает, что Сайрус подделал результаты теста ДНК, она не понимает, почему её тест показал, что у неё нет родственной связи с Гомесом. Он говорит, что его волосы — это парик, но тем не менее, она на сто процентов его дочь. Затем семья отправляется в очередную поездку, на этот раз уже по всему миру.

## Роли озвучивали
- Оскар Айзек — Гомес Аддамс, муж Мортиши, отец Уэнздей и Пагсли.
- Шарлиз Терон — Мортиша Аддамс (в девичестве Фрамп), жена Гомеса, мать Уэнздей и Пагсли.
- Хлоя Грейс Морец — Уэнздей Аддамс, дочь Гомеса и Мортиши, старшая сестра Пагсли.
- Джейвон Уолтон — Пагсли Аддамс, сын Гомеса и Мортиши, младший брат Уэнздей. В первом фильме его роль озвучивал Финн Вулфхард.
- Ник Кролл — Фестер Аддамс, брат Гомеса, дядя Уэнздей и Пагсли.
- Snoop Dogg — кузен Итт, кузен Гомеса и Фестера.
- Бетт Мидлер — бабушка Аддамс, мать Гомеса и Фестера, свекровь Мортиши, бабушка Уэнздей и Пагсли.
- Билл Хейдер — Сайрус Стрэндж, учёный.
- Уоллес Шон — мистер Мустела, адвокат Сайруса.
- Конрад Вернон — Ларч, дворецкий Аддамсов / призрак дома Аддамсов.
  - Доминик Льюис исполняет вокальную партию Ларча, а именно — кавер на песню Глории Гейнор «I Will Survive».
- Тед Эванс — Понго, телохранитель Сайруса.
- Черами Ли — Офелия, дочь Сайруса.

## Производство
После кассового успеха первого фильма было объявлено о том, что его продолжение выйдет 22 октября 2021 года, Грег Тирнан и Конрад Вернон должны были вернуться к режиссуре.
Билл Хейдер и Джейвон Уолтон присоединились к актёрскому составу первой части. Хейдер озвучил нового персонажа по имени Сайрус, а Уолтон заменил Финна Вулфхарда в роли Пагсли Аддамса. В июле 2021 года Уоллес Шон объявил о том, что озвучил нового персонажа в фильме.

### Музыка
В июле 2021 года Майкл и Джефф Данна объявили, что вернутся в качестве композиторов. В сентябре 2021 года Maluma, Megan Thee Stallion и Rock Mafia создали сингл «Crazy Family» специально для фильма, а исполнитель Yoshi Flower записал ремикс на композицию «My Family». Доминик Льюис, композитор фильма «Кролик Питер», исполнил кавер на песню «I Will Survive», который Ларч поёт в баре. Как и в предыдущем фильме, перед финальными титрами играет обновлённая версия песни из оригинального телесериала, на этот раз её исполняет Кристина Агилера, которая ранее записала начальную песню для первой части.

## Релиз
Мультфильм был выпущен 1 октября 2021 года компанией United Artists Releasing в США и Universal Pictures во всём остальном мире. В тот же день фильм стал доступен на цифровых площадках.
Изначально лента должна была выйти 22 октября и 8 октября. 21 января 2021 года премьера была перенесена на неделю вперёд, освободив дату для другого проекта MGM — боевика «Не время умирать». В июне 2021 года было объявлено, что United Artists Releasing не планирует менять дату выхода во избежание конкуренции с мультфильмом «Монстры на каникулах 4: Трансформания», прокат которого должен был начаться в тот же день. В августе 2021 года стало известно, что в связи с участившимися случаями заражения новым штаммом коронавируса «Дельта» фильм выйдет одновременно и в кинотеатрах, и на онлайн-платформах.

## Восприятие

### Кассовые сборы
На 24 октября 2021 года, «Семейка Аддамс: Горящий тур» собрал $48.3 млн в США и Канаде и $23 млн в других странах, что в сумме даёт $71.3 млн.
В США и Канаде «Семейка Аддамс: Горящий тур» вышел в прокат в один день с картинами «Веном 2» и «Множественные святые Ньюарка», и по прогнозам аналитиков должен был собрать $15–17 млн в свой первый уик-энд. В первый день фильм собрал $5.5 млн, считая $550,000, полученных с предварительных показов в вечер четверга. Фильм стартовал с результатом в $18 млн, на втором месте после «Венома 2». Второй уик-энд лента завершила на третьем месте с результатом в $10 млн, что на 42 % меньше результата предыдущих выходных.

### Критика
На сайте-агрегаторе Rotten Tomatoes лента имеет рейтинг 30 % на основе 98 рецензий со средней оценкой 4.6/10. Консенсус критиков гласит: «В целом пугающе, но не в хорошем смысле.» Сайт Metacritic присвоил фильму оценку в 37 баллов из 100, основанную на 23 рецензиях, что соответствует статусу «в целом неблагоприятные отзывы». Пользователи сайта CinemaScore дали фильму средний балл «B» по шкале от A+ до F, в то время как на портале PostTrak 87 % рецензий оказались положительными, 73 % отметили, что определённо рекомендуют ленту к просмотру.